# Tassilo von der Lasa
Tassilo von Heydebrand und der Lasa,  aussi connu comme « Baron von der Lasa » est un joueur, historien et théoricien des échecs né le 17 octobre 1818 à Berlin et mort le 27 juillet 1899, à Storchnest près de Lissa, en Pologne (alors dans l'Empire allemand). Il fut membre du club d'échecs de Berlin  et un des fondateurs de l'école d'échecs de Berlin, la Pléiade berlinoise. Son nom est généralement abrégé en "von der Lasa", car c'est ainsi qu'il signe ses lettres, mais les auteurs contemporains et plus récents utilisent d'autres abréviations, comme "von Heydebrandt" (qui est une erreur d'orthographe) et "Der Lasa". Le roi de Prusse (plus tard empereur) Guillaume Ier fait une blague de la confusion en disant : "Bonjour, cher Heydebrand. Que fait von der Lasa ?".

## Biographie et carrière
Tassilo von der Lasa naquit à Berlin en 1818. Fils du général Heinrich von Heydebrand und der Lasa (de). il étudia le droit à Bonn et Berlin. À partir de  1845, il fut diplomate au service de la Prusse. Ses missions à l'étranger l'emmenèrent à  Stockholm, Copenhague et Rio de Janeiro. Tassilo von der Lasa épousa Anna von Helldorff (1831-1880). Son fils Heinrich (de) fut actif en politique et un membre de la chambre des seigneurs de Prusse de 1914 à 1918. Tassilo von der Lasa se retira du service diplomatique en 1864, et se consacra par la suite aux échecs.

## La Pléiade berlinoise
À la fin des années 1830, von der Lasa fit partie de la  Pléiade berlinoise. Fondé par Ludwig Bledow, ce groupe de maîtres donna un nouveau départ décisif à la recherche dans le domaine du jeu d'échecs. Comme les autres membres de la pléiade, il joua aussi à la Société d'échecs de Berlin, l'un des plus vieux clubs allemands, auquel la pléiade donna un véritable essor.
Von der Lasa disputa d'innombrables parties avec les membres de la pléiade berlinoise Carl Mayet et Wilhelm Hanstein. De 1843 à 1853, il joua de nombreux matchs et battit les plus forts maîtres. Il battit Buckle 2-1 (en 1843), Anderssen 4-2 (en 1845), Löwenthal en 1846 : 6–1 (+5 =2), John Schulten 4-1 (en 1850), Anderssen 10–5 (en 1851), et Staunton en 1853 : 7–6 (+5 –4 =4, match interrompu). En 1850, von der Lasa publia dans le (de)Deutsche Schachzeitung un appel pour le tournoi international d'échecs, qui devait se tenir à Trèves. Malgré cela, le premier tournoi international eut lieu en 1851 à Londres.  Von der Lasa ne disputait aucun tournoi, s'occupant habituellement d'organisation.

## LeHandbuch des Schachspiels
Aujourd'hui, Tassilo von Heydebrand und der Lasa est connu pour la publication en 1843 du (de)Handbuch des Schachspiels (manuel des échecs), dont Paul Rudolf von Bilguer (mort en 1840) avait conçu le plan. Von der Lasa se consacra à la poursuite du travail de son ami et laissa le nom de Bilguer comme seul auteur, de sorte que le livre était connu au XIXe siècle comme le Handbuch ou « le Bilguer ». Il  contenait entre autres des analyses de variantes d'ouvertures. Von Heydebrand und der Lasa œuvra jusqu'en 1874 à plusieurs rééditions du Bilguer.

## Travaux sur l'histoire des échecs
En plus de son travail sur le Handbuch, Von der Lasa était un chercheur et théoricien des échecs reconnu. Ses nombreux articles, à partir de 1871, dans le journal berlinois, le Deutsche Schachzeitung, et son œuvre parue en 1897 : (de) Zur Geschichte und Literatur des Schachspiels (Recherches sur l'histoire et la littérature des échecs), sont imposants. Au cours de ses recherches, il voyagea longuement, accomplit un tour du monde en 1887–1888 et accumula une collection de livres d'échecs étendue, dont il publia un catalogue en 1896.  En 1898, la fédération allemande salua ses efforts et ses réussites en lui conférant le titre de membre d'honneur.
Une des dernières contributions de Lasa fut d'encourager l'historien H.J.R. Murray à poursuivre ses recherches dans l'histoire des débuts des échecs.  Von der Lasa mourut le 27 juillet 1899 à Storchnest près de Lissa.  Sa bibliothèque existe toujours au château de Kórnik près de Poznań.

## Œuvres
- Leitfaden für Schachspieler, Veit & Comp., Berlin 1857, 2. Aufl.
- Berliner Schach-Erinnerungen nebst den Spielen des Greco und Lucena, Veit & Comp., Leipzig 1859
- Zur Geschichte und Literatur des Schachspiels, Veit & Comp., Leipzig 1897 (Nachdruck u. a. Leipzig 1984)
- Paul Rudolf von Bilguer. Fortgesetzt und herausgegeben von seinem Freunde Tassilo von Heydebrand und der Lasa: Handbuch des Schachspiels, Édition Olms: Zurich 1979 (Nachdruck der Erstausgabe Berlin 1843).  (ISBN 3-283-00013-1))